# Marloes Keetels
Marloes Keetels (Schijndel, 4 mei 1993) is een Nederlandse hockeyster. Ze speelde tussen 2013 en 2022 in totaal 176 interlands voor Oranje (26 doelpunten).
Keetels maakte haar debuut in de Nederlandse hockeyploeg op 4 februari 2013 tijdens een interland tegen Australië (2-2 gelijk) op een vriendschappelijk toernooi in Zuid-Afrika. De middenveldster speelde mee tijdens de Hockey World League dat jaar en voor het WK 2014 in Den Haag is ze door bondscoach Max Caldas in de definitieve selectie opgenomen. 
Tijdens de Olympische Zomerspelen van 2016 reikte Keetels met het Nederlands hockeyteam tot de finale. Groot-Brittannië was hierin de tegenstander. Nadat de wedstrijd op 3-3 was blijven steken in de reguliere speeltijd bleek Groot-Brittannië een maatje te groot in de shoot-out-serie (0-2). Bondscoach Alyson Annan benoemde Keetels op 26 januari 2017 tot aanvoerder van de Nederlandse hockeyploeg, als opvolgster van de gestopte Maartje Paumen.
In 2021 behoorde Keetels opnieuw tot de Nederlandse selectie tijdens de Olympische Spelen in Tokio. Ze speelde in alle wedstrijden en scoorde daarin tweemaal. Met TeamNL won ze goud, door in de finale Argentinië met 3-1 te verslaan.
Keetels werd in clubverband in 2009 opgenomen in eerste team van HC Den Bosch. Met deze club werd ze meermaals landskampioen en won ze de Europacup. Vanaf haar elfde speelde ze bij Den Bosch in de jeugd. Keetels begon bij SMHC De Hopbel.
Met het vertrek van Maartje Paumen uit Den Bosch werd Marloes gekozen als nieuwe aanvoerder van het team. Haar eerste wedstrijd als kapitein was tegen Kampong, waarin ze 1-0 won. In januari 2018 gaf ze de aanvoerdersband terug. 
Keetels won met Den Bosch achttien hoofdprijzen: tien landstitels, zeven Europa Cups en één Gold Cup. Ze maakte in alle competities 36 goals voor Den Bosch. De derde finalewedstrijd tegen SCHC in de play-offs om de landstitel was haar laatste optreden voor de Bossche ploeg. Na het gewonnen WK 2022 nam ze ook als international afscheid van het tophockey. 

## Internationale erelijst
- Wereldkampioenschap 2014 in Den Haag (Nederland)
- Champions Trophy 2014 in Mendoza (Argentinië)
- Europees kampioenschap 2015 in Londen (Verenigd Koninkrijk)
- Champions Trophy 2016 in Londen (Verenigd Koninkrijk)
- Olympische Zomerspelen 2016 in Rio de Janeiro (Brazilië)
- Europees kampioenschap 2017 in Amstelveen (Nederland)
- Wereldkampioenschap 2018 in Londen (Verenigd Koninkrijk)
- Hockey Pro League 2019 in Amstelveen (Nederland)
- Europees kampioenschap 2019 in Antwerpen (België)
- Hockey Pro League 2020-2021
- Europees kampioenschap 2021 in Amstelveen (Nederland)
- Olympische Zomerspelen 2020 (2021) te Tokio
- Hockey Pro League 2021-2022
- Wereldkampioenschap 2022 in Amstelveen en Terrassa

Naomi van As · 
Willemijn Bos · 
Carlien Dirkse van den Heuvel · 
Margot van Geffen · 
Eva de Goede · 
Ellen Hoog · 
Kelly Jonker · 
Marloes Keetels · 
Laurien Leurink · 
Caia van Maasakker · 
Kitty van Male · 
Maartje Paumen · 
Joyce Sombroek · 
Maria Verschoor · 
Xan de Waard · 
Lidewij Welten ·
Coach: Alyson Annan
Felice Albers · 
Margot van Geffen ·  
Eva de Goede · 
Marloes Keetels · 
Josine Koning · 
Sanne Koolen · 
Laurien Leurink · 
Caia van Maasakker · 
Frédérique Matla ·  
Laura Nunnink · 
Malou Pheninckx · 
Pien Sanders ·  
Lauren Stam · 
Maria Verschoor · 
Xan de Waard · 
Lidewij Welten · 
Coach: Alyson Annan